# Convergència Democràtica Aranesa
Convergència Democràtica Aranesa (CDA, del aranés: Convergencia Democrática Aranesa, antes, Convergència Democràtica Aranesa - Partit Nacionalista Aranés, Convergencia Democrática Aranesa - Partido Aranés) es un partido político del Valle de Arán (España), que formaba la sección aranesa de Convergencia Democràtica de Catalunya (CDC). La CDA es, junto con Unitat d'Aran, uno de los dos partidos principales de la comarca que compite en las elecciones para el Consejo General de Arán. Se trata de un partido nacionalista aranés.

## Historia
El origin de CDA fue el desaparecido Partido Democrático Aranés fundado en 1982. El partido fue fundado el 30 de marzo de 1995 a partir de Coalición Aranesa. Desde entonces, CDA ha sido la formación que ha liderado la mayoría de instituciones del Vall d'Aran, ganando las elecciones al Conselh Generau d'Aran de forma ininterrumpida desde 1995 a 2007, cuando perdieron frente a Unidad de Arán.
En 2007 la formación celebró su primer congreso, reformando su visión ideológica y sus cargos orgánicos y donde salió elegido como Presidente Carlos Barrera Sánchez, en sustitución de Josep Lluís Boya González. quien presidió la formación desde sus inicios. En 2008, durante el congreso de CDC, Convergència Aranesa renovó su pacto político con Convergència Democràtica de Catalunya. Con este hecho, un miembro de la formación aranesa se incorporó al Consejo Nacional del partido catalán.
En 2011, se crearon las Juventudes de CDA-PNA, la rama juvenil del partido. Y en el 2018 el partido cambio el nombre a Convergènca Aranesa y rompió el pacto con CDC, firmando una alianza con el sucesor de este, el PDeCAT.
En las elecciones de 2011 y 2015 obtuvo mayoría absoluta y pasó a la oposición al perder las elecciones de 2019.

## Resultados electorales

### Elecciones al Consejo General de Arán
Resultado del partido en las elecciones al Consejo General de Arán en el Valle de Arán:
|  | 50.94 % |

|  | 34.80 % |

|  | 51.54 % |

|  | 45.06 % |

|  | 42.60 % |

|  | 46.38 % |

|  | 41.06 % |

|  | 29.97 % |

|  | 35 % |

### Elecciones municipales
Resultado del partido en las elecciones municipales en el Valle de Arán:
|  | 1.75 % |

|  | 24.61 % |

|  | 48.63 % |

|  | 58.53 % |

|  | 36.34 % |

|  | 44.21 % |

|  | 43.02 % |

|  | 42.43 % |

|  | 49.30 % |

|  | 41.41 % |

|  | 31.35 % |

|  | 31.43 % |